# 南貝納區政府

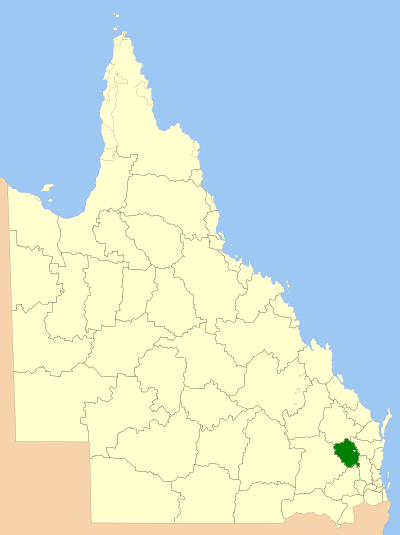
南貝納區於昆士蘭州轄境圖

南貝納區（英語：South Burnett Region）是澳大利亞昆士蘭州南部的地方政府；2008年，由4個地方政府合併而成，轄境有8399平方公里；2006年，人口有29734人；所統籌的政府預算有澳幣4200萬。

## 區議會
區內劃分為6個選區，各區選舉1名議員，區長為直選。

## 外部連結
- 南貝納區－互動地圖 Retrieved 18 April 2008
- 南貝納區政府－行政改革委員會